# Ermita del Pòpul
L'ermita del Pòpul és una ermita situada a la vila valenciana de Xàbia (Marina Alta). Es troba a 3,4 km del nucli de població de Xàbia, a la carretera que va cap a Jesús Pobre.
Es tracta d'una construcció de planta rectangular amb coberta a dues aigües, amb un gran arc interior de tosca apuntat i una sola nau. En el seu interior es troba un deteriorat llenç del segle xvii on apareix representada la Mare de Déu Xiqueta amb Sant Joaquim i Santa Anna.